# Nolfo de Montefeltro
Nolfo de Montefeltro (nascido Sighinolfo, Urbino, 1290 – 1364) foi um condotiero italiano. Foi lorde de Urbino entre 1323 e 1359. Era filho de Frederico I de Montefeltro, que havia sido morto pelo povo em revolta contra ele.
Em 1323 Nolfo, agora líder dos Guelfos e Gibelinos em Marcas, reconquistou a cidade ao derrotar o comandante papal, Ferrantino Malatesta. Sua primeira ação como Lorde foi o assassinato de todos os inimigos de seu pai.
Em 1333, foi nomeado conselheiro por João da Boémia e capitão do exército do Papa. Nolfo anexou Sansepolcro e a fortaleza de San Leo, e foi contratado como condotiero pelos pisanos, para os quais ocupou República de Luca em 1342. Em 1348 ele foi nomeado comandante em chefe do exército da República de Veneza contra os condes de Gorizia, ele também foi nomeado vigário imperial do condado de Urbino. Em 1351 Nolfo foi contratado por Giovanni Visconti, Lorde de Milão.No ano seguinte, ele capturou Cagli, mas foi forçado a recuar em 1354 pelo comandante do papa Gil Álvarez de Albornoz, enviado à Itália para reconquistar os Estados Papais fracionados.
Depois de assinar um tratado de paz, foi nomeado Vigário do Papa em suas terras. Nolfo morreu em 1364.